# Weißenhofsiedlung
De Weißenhofsiedlung is een woonwijk in de Zuid-Duitse stad Stuttgart.
De wijk telt 21 bouwwerken en werd gebouwd voor een internationale architectuurbeurs van de Deutscher Werkbund, die vanaf 23 juli 1927 in Stuttgart plaatsvond. De zeventien architecten werden geselecteerd door Ludwig Mies van der Rohe. Zij ontwierpen rijtjeshuizen, eengezinswoningen en appartementsgebouwen met een grote eenheid in stijl met strakke gevels en met platte daken, die waren ingericht als terrassen. Er werd veel prefabricage ingezet om de strakke bouwtermijn van vijf maanden te halen. Met deze wijk toonden de architecten een steekkaart van bouwwerken in de toen nieuwe internationale stijl en het nieuwe bouwen.
Twee bouwwerken zijn van de hand van de Frans-Zwitserse architect Le Corbusier, die hier samenwerkte met Pierre Jeanneret. Le Corbusier kreeg het grootste budget en de twee prominentste locaties toegewezen, die zicht hadden op de binnenstad. De andere architecten waren Peter Behrens, Victor Bourgeois, Richard Döcker, Josef Frank, Walter Gropius, Ludwig Hilberseimer, J.J.P. Oud, Hans Poelzig, Adolf Rading, Hans Scharoun, Adolf Gustav Schneck, Mart Stam en Bruno en Max Taut. Mies van der Rohe droeg ook zelf bij.
Tijdens de Tweede Wereldoorlog werd een deel van de wijk verwoest. Later werden verschillende bouwwerken gesloopt of sterk verbouwd. Sinds 1958 staat de wijk onder monumentenzorg.
In juli 2016 tijdens de 40e sessie van de Commissie voor het Werelderfgoed in Istanboel werden de beide gebouwen van Le Corbusier en Jeanneret als onderdeel van de inschrijving Architecturaal werk van Le Corbusier, "een buitengewone bijdrage aan de moderne beweging" geklasseerd als cultureel werelderfgoed en onder die naam ingeschreven op de UNESCO werelderfgoedlijst. Het gaat om een dubbel woonhuis, waarin sinds 2006 het Weissenhofmuseum is gevestigd, en de villa Citrohan.
Behouden gebleven zijn ook de bijdragen van Behrens, Bourgeois, Frank, Mies van der Rohe, Oud, Stam, Scharoun en Schneck. De gebouwen van Döcker, Gropius, Hilberseimer, Poelzig, Rading en de beide Tauts gingen verloren.

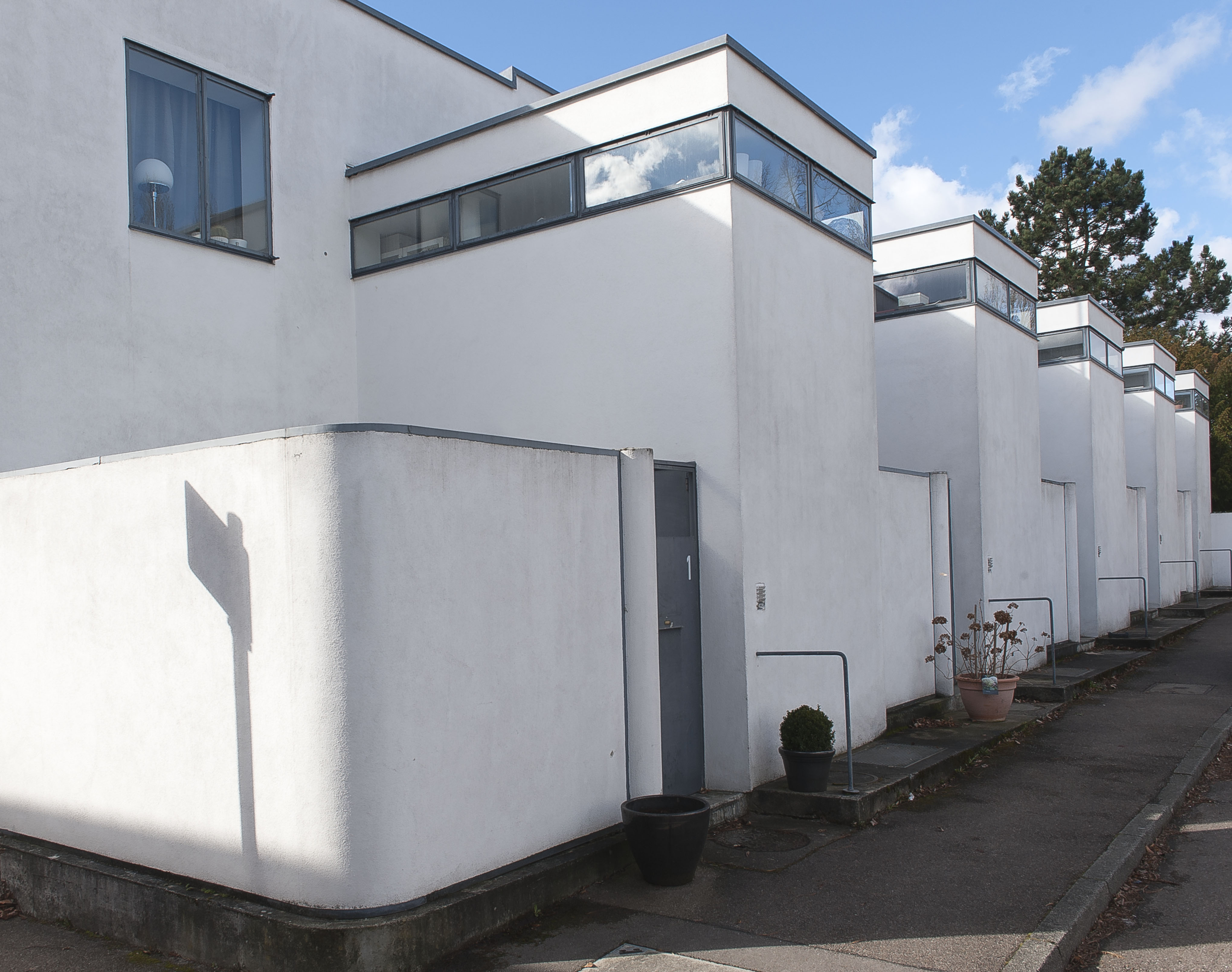
Rijtjeshuizen van J.J.P. Oud

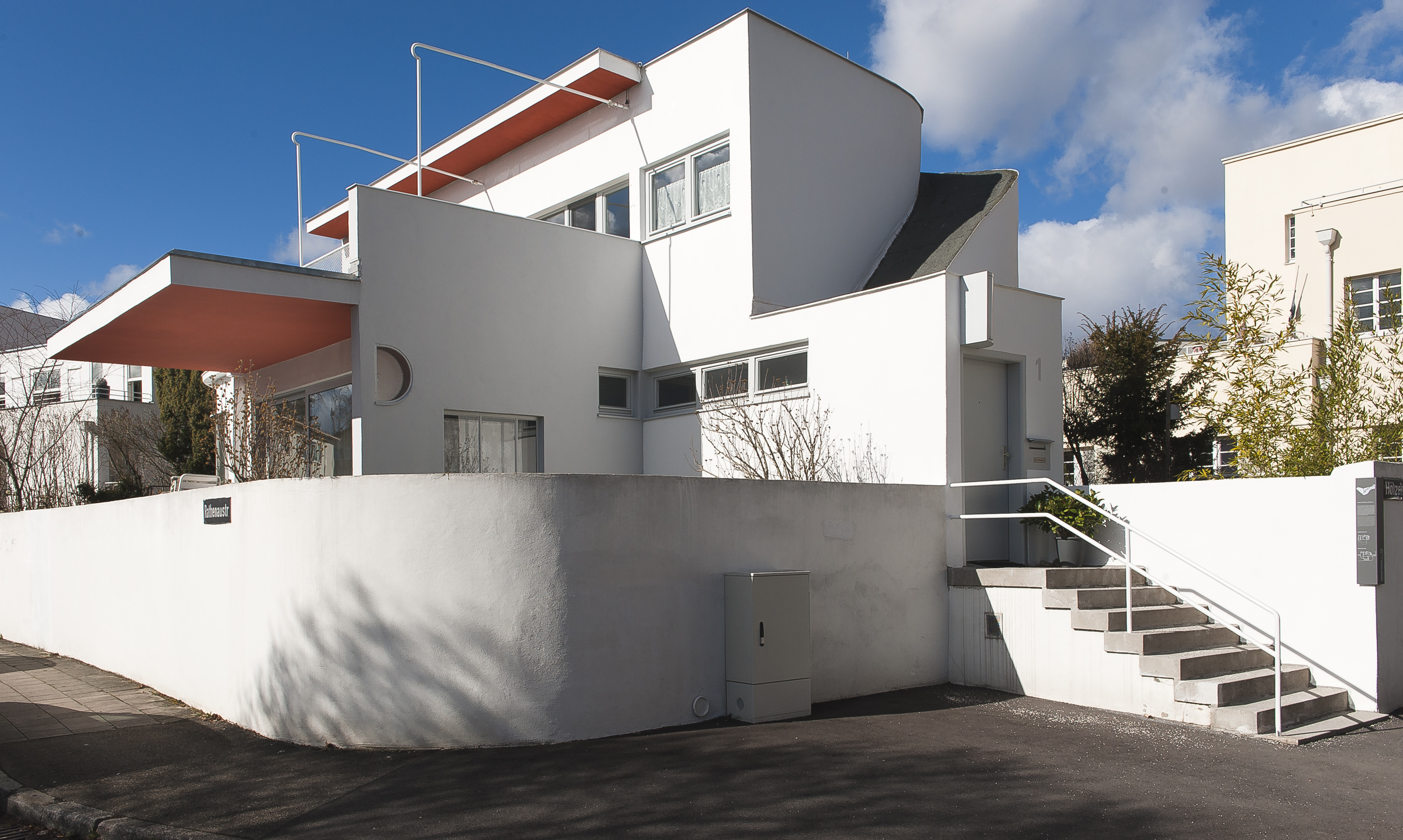
Villa van Hans Scharoun

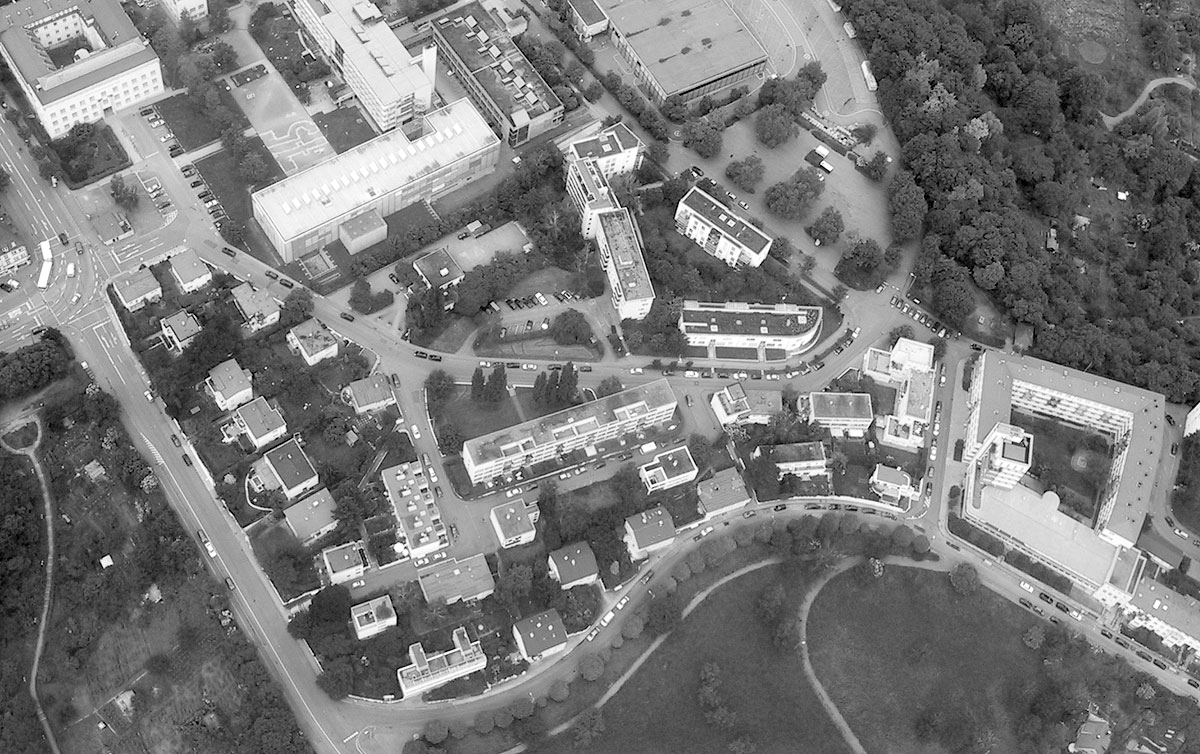
Luchtfoto van de wijk uit 2004

Dom van Aken · Abdij en Altenmünster van Lorsch · Slot Augustusburg en slot Falkenlust in Brühl · Bamberg · Bauhaus en zijn sites in Weimar, Dessau en Bernau · Klassiek Weimar · Fagusfabriek · Rammelsbergmijnen en historische stad Goslar · Dom van Keulen · Hanzestad Lübeck · Luthergedenkplaatsen in Eisleben en Wittenberg · Abdij van Maulbronn · Groeve Messel · Fürst-Pückler-Park Bad Muskau · Kloostereiland Reichenau · Museuminsel in Berlijn · Parklandschap Dessau-Wörlitz · Stiftskerk, kasteel en historisch centrum van Quedlinburg · Bedevaartskerk van Wies · Historisch centrum van Regensburg met Stadtamhof · Romeinse monumenten, Dom en Onze-Lieve-Vrouwekerk in Trier · Oude en voorhistorische beukenbossen van de Karpaten en andere regio's van Europa · Paleizen en parken van Potsdam en Berlijn · Michaeliskirche en Dom van Hildesheim · Dom van Speyer · Historisch centrum van Stralsund en Wismar · Stadhuis en Rolandstandbeeld van Bremen · Grenzen van het Romeinse Rijk: Opper-Germaans-Raetische limes · Bovenloop van het Midden-Rijndal · IJzersmelterij van Völklingen · Kasteel Wartburg · Residentie van Würzburg · Kolenmijn en industriecomplex Zeche Zollverein in Essen · Modernistische woonwijken in Berlijn · Waddenzee · Prehistorische paalwoningen in de Alpen · Markgrafelijk Operahuis in Bayreuth · Bergpark Wilhelmshöhe · Karolingisch westwerk en Civitas Corvey · Speicherstadt en het Kontorhausviertel met het Chilehaus in Hamburg · Architecturaal werk van Le Corbusier (Weißenhofsiedlung) · Grotten en kunst uit de ijstijd in de Zwabische Jura · Archeologisch grenslandschap van Hedeby en de Danevirke · Dom van Naumburg ·  Mijnstreek Erzgebirge/Krušnohoří · Waterbeheersysteem van Augsburg · Historische kuuroorden van Europa (Bad Ems, Baden-Baden en Bad Kissingen) · Mathildenhöhe Darmstadt · Grenzen van het Romeinse Rijk - De Neder-Germaanse limes · ShUM-sites van Speyer, Worms en Mainz · Grenzen van het Romeinse Rijk - De Donaulimes (Westelijk gedeelte)  · Joods-middeleeuws erfgoed van Erfurt · Complex van de residentie van Schwerin · Moravische kerknederzettingen (Herrnhut)
Slot Hambach (Neustadt an der Weinstraße) ·
Vrede van Westfalen (Münster / Osnabrück) ·
Muzikale erfgoedlocaties (Leipzig) ·
Concentratiekamp Natzweiler-Struthof ·
Werkbundwijken in Europa: Weißenhofsiedlung (Stuttgart) ·
Oderbruch
- Gemeinsame Normdatei: 4106354-5
- Library of Congress Control Number: n2004006335
- Nationale Bibliotheek van Israël: 987007463780605171
- Virtual International Authority File: 142097559
- WorldCat: E39PBJgRPBqdYbGvyMJgXFHKVC